# Женская сборная Чехословакии по баскетболу
Женская сборная Чехословакии по баскетболу — женская сборная команда Чехословакии, представлявшая эту страну на международных баскетбольных соревнованиях вплоть до её распада 1 января 1993 года. Она не выиграла ни одного турнира, проводимого под эгидой ФИБА, а также олимпийской медали.

## История
Женская сборная Чехословакии по баскетболу была одним из немногих соперников сборной СССР по решающим матчам. В 1950-х годах она дебютировала на международной арене. Она сразу начала выигрывать серебряные и бронзовые медали первенств мира и Европы по баскетболу среди женщин. Традиция завоевания медалей была продолжена в 1960-х и 1970-х годах. В 1980-х годах сборная Чехословакии завоевала одну серебряную и одну бронзовую медали европейского первенства по баскетболу среди женщин. До момента своего исчезновения она больше медалей не выигрывала.

## Результаты

### Олимпийские игры
- 1976 4°
- 1988 8°
- 1992 6°

### Чемпионат мира по баскетболу среди женщин
- 1957  3°
- 1959  3°
- 1964  2°
- 1967  3°
- 1971  2°
- 1975  3°
- 1986 4°
- 1990 4°

### Чемпионат Европы по баскетболу среди женщин
- 1950  3°
- 1952  2°
- 1954  2°
- 1956  3°
- 1958  3°
- 1960  3°
- 1962  2°
- 1964  3°
- 1966  2°
- 1968 9°
- 1970 5°
- 1972  3°
- 1974  2°
- 1976  2°
- 1978  3°
- 1980 4°
- 1981  3°
- 1983 6°
- 1985 4°
- 1987 4°
- 1989  2°
- 1991 5°